# My Christmas
My Christmas é um álbum do cantor pop clássico italiano Andrea Bocelli,
sendo seu décimo terceiro álbum de estúdio e primeiro álbum de canções natalinas.
O álbum é uma compilação de canções natalinas, a grande maioria em língua inglesa, incluindo algumas canções populares italianas e francesas. Foi produzido pelo aclamado canadense David Foster e inclui duetos com Mary J. Blige, Natalie Cole, Reba McEntire e Katherine Jenkins, entre outros. "God Bless Us Everyone", a única canção original do álbum, foi incluída na trilha sonora do filme natalino A Christmas Carol, lançado no mesmo ano e estrelado por Jim Carrey.
Uma versão em espanhol do álbum, intitulada Mi Navidad foi lançada em 23 de novembro. Além disso, Bocelli protagonizou um especial televisivo do álbum transmitido pela PBS no Kodak Theatre, em Los Angeles.
Com mais de 2 milhões de cópias vendidas somente nos Estados Unidos nos dois meses seguintes ao lançamento, o álbum tornou-se o álbum natalino mais vendido do ano. No fechamento do ano, o álbum totalizou mais de 5 milhões de cópias vendidas, tornando-se um dos álbuns mais vendidos no geral.

## Faixas
| N.º | Título                                                          | Duração |  |
| 1.  | "White Christmas/Bianco Natale"                                 | 3:59    |  |
| 2.  | "Angels We Have Heard On High"                                  | 3:53    |  |
| 3.  | "Santa Claus Is Coming To Town"                                 | 3:32    |  |
| 4.  | "The Christmas Song" (with Natalie Cole)                        | 4:33    |  |
| 5.  | "The Lord's Prayer" (with The Mormon Tabernacle Choir)          | 4:25    |  |
| 6.  | "What Child Is This" (with Mary J. Blige)                       | 4:31    |  |
| 7.  | "Adeste Fideles"                                                | 3:33    |  |
| 8.  | "O Tannenbaum"                                                  | 4:18    |  |
| 9.  | "Jingle Bells" (with The Muppets)                               | 3:35    |  |
| 10. | "Silent Night"                                                  | 4:36    |  |
| 11. | "Blue Christmas" (with Reba McEntire)                           | 4:18    |  |
| 12. | "Cantique De Noel"                                              | 4:34    |  |
| 13. | "Caro Gesu Bambino"                                             | 1:43    |  |
| 14. | "I Believe" (with Katherine Jenkins)                            | 4:24    |  |
| 15. | "God Bless Us Everyone" (from the A Christmas Carol soundtrack) | 3:15    |  |